# بوشکو بالابن
بوشکو بالابن (کرواتی: Boško Balaban؛ زادهٔ ۱۵ اکتبر ۱۹۷۸) بازیکن فوتبال اهل کرواسی است. وی همچنین در تیم ملی فوتبال کرواسی بازی کرده‌است.